# Стара Миколаївка (Краматорський район)
Стара́ Микола́ївка — село Іллінівської сільської громади Краматорського району Донецької області, України.
Адміністративний центр колишньої Правдівської сільської ради.

## Загальні відомості
Відстань до центру громади становить близько 28 км і проходить автошляхом Н20.
Найближча залізнична станція Фенольна, відстань до якої - 14 км.
Село розташоване на берегах річки Калинівка.

## Історія

### Німецькі колоністи
Миколаївка заснована 1889 року, як одне з найперших поселень у новоствореній колонії Ігнатьєво (нім. - Ignatjewo). Спочатку воно отримало назву Кронштадт (нім. - Kronstadt), але також згадувалось під номером 5.
1894 року влада наказала змінити назву на Миколаївку (нім. - Nikolajewka).
В поселенні нараховувалось від 45 до 50 господарств, які мали по 60 десятин землі, і лише деякі з них володіли меншим наділом – по 30 десятин. Селяни належали до Менонітської Братської церкви, а Миколаївка була центром релігійної громади колонії Ігнатьєво.
1892 року в селі збудували школу на два класи. Інколи її використовували для богослужінь. Саме для цього у приміщенні були встановлені кафедра та місце для хору.
Оскільки земля була родючою, село швидко багатшало, а мешканці почали будувати великі будинки та стайні. Тут діяло три млини, майстерня з виготовлення меблів (також виготовляли брички), та працювала взуттєва майстерня.
У 1890-х роках Яків Нібур збудував у Миколаївці триповерховий паровий млин. В інших джерелах власник млина - Якоб Юліус Сіменс (Jacob Julius Siemens).
1906 року громада збудувала середню школу, а за кілька років була куплена додаткова ділянка землі для розширення навчального закладу. Після перебудови у будівлі налічувалося три класних кімнати, бібліотека, лабораторія та кілька вчительських квартир. Школу офіційно відкрили 1911 року за розпорядженням Міністерства освіти. Після 1915 року до школи почали приймати дівчат.
7 (20) листопада 1917 року, відповідно до Третього Універсалу Української Центральної Ради, увійшло до складу Української Народної Республіки.  
Село зазнало великих втрат під час революції та Громадянської війни. Єдиною допомогою під час голоду 1921–1922 років були обіди, які надавались селянам Менонітським центральним комітетом (США). Під час НЕПу умови життя та економічної діяльності дещо поліпшилися.

### Радянський період
Радянська окупація встановлена на початку 1918 року. 1925 року організовано ТСОЗ, до якого входило 200 господарств.
Станом на 1926 рік за Миколаївкої значилися: кооперативна лавка, сільськогосподарське кооперативне товариство, семирічна школа.
1928 року всю приватну власність націоналізували та передали до колгоспу. У 1930-х роках багато менонітів було вислано до сибірських таборів. Сади та огорожі садиб у скрутні часи використали як дрова для опалення.
Корінне німецьке населення Миколаївки було виселено 1941 року до східного Казахстану.
На мапах тих часів до колонії Миколаївка додавалася дубльована назва - Красний Кронштадт.
За часів Другої світової війни селяни втратили житло, багато будинків було зруйновано. Деякі споруди, у тому числі млин Нойфельда, були зруйновані та розібрані на будматеріали.
1929 року на території сільради організовано колгосп під назвою "Рот Фронт". Ця назва існувала до 1950 року, потім її замінили на колгосп "Правда". Від 1954 - ім. М. С. Хрущова, а від 1965 року знову СТОВ "Правда". Господарство мало 2681 га орної землі. Спеціалізація - виробництво зерна та м’ясо-молочне тваринництво.
Також була початкова школа на 28 учнів та двох вчителів, клуб на 400 місць, бібліотека на 7000 книг. Була лікарня на 10 медпрацівників та двох лікарів, дитячий садок на 35 місць, поштове відділення, 3 крамниці, павільйон побутового обслуговування.
23 грудня 1964 року Миколаївську сільську раду, на території якої знаходився колгосп "Правда", перейменовують у Правдівську сільраду, а село Миколаївка - в Правдівку.
Станом на 2003 рік у поселенні зберігалося доволі багато свідоцтв менонітського минулого.
Правдівська сільська рада 2008 року визнана "Кращою територіальною громадою".

## Архітектура

### Будівля школи-церкви
Цегляна споруда прикрашена декоративним орнаментом. Усередині будівлі стіни були пофарбовані у білий колір. Великі вікна добре освічували інтер’єр та створювали відмінну вентиляцію.
На подвір’ї розмістився майданчик, а довкола будівлі було висаджено багато дерев. Меноніти розраховували використовувати будинок не тільки як школу, але й і для проведення богослужінь. За проєктом, церква відрізнялась від традиційних будівель цього типу: вона не мала високих стель і типового залу.
У центрі, біля східної стіни, розташовувалась кафедра, а підвищення з одного боку було продовжене для розміщення хору. З протилежного боку знаходились лави, які учні займали під час богослужінь.
Чоловіки під час богослужіння розташовувались зліва, а жінки – справа. Дорослі прихожани зазвичай сиділи на лавах, а діти – за партами, але задом наперед, оскільки парти стояли повернутими до дошок, а не до кафедри. Коли збиралося багато гостей, до інтер’єру додавали ще й крісла.
Інша частина селян Миколаївки належала до Менонітської церкви. Вони молилися у тій самій споруді почергово з Менонітською Братською церквою. Станом на 2003 рік будинок школи-церкви все ще експлуатується, але у перебудованому вигляді: до нього додано непропорційно великий ґанок, стіни пофарбовано у рожевий колір, а замість черепиці на дах покладено шифер.

### Будинки
У кладці використовували цеглу різних кольорів, що створювало цікавий барвистий ефект шахової дошки. Вікна прикрашали дерев’яними рамами, пофарбованими у темно-зелений колір.
Бокові фронтони покривали дерев’яними дошками. Наріжники будинку зводили з декоративної цегли у формі пілястрів. Такий декор в цілому є типовим для Миколаївки.

### Будівля складу
Склад збудовано у радянські часи для розміщення колгоспної техніки. Збереглися свідоцтва, що цегла, з якої він був зведений, була взята зі зруйнованого млина Якова Нойфельда, що знаходився з протилежного боку вулиці.

## Населення
Кількість населення складало:
- станом на 1911-1918 роки - 281 особа;
- станом на 1923 рік - 496 осіб на 115 господарств;
- станом на 1926 рік - 607 осіб, з яких 520 - німці.[12]

За даними перепису 2001 року населення села становило 496 осіб, з них 81,05 % зазначили рідною мову українську, 18,15%— російську та 0,81%— білоруську мову.

## Уродженці
- Шарлотта Фрузе Фішер (21 вересня 1929 — 8 лютого 2024) — канадсько-американська прикладна математикиня і інформатикиня.

## Інфраструктура
- Амбулаторія загальної практики - сімейної медицини;[14]
- Заклад дошкільної освіти;[15]
- СТОВ "Правда";[16]
- ТОВ "Сортове насіння ЕЛІТ".[17]

## Вулиці
- Абрикосова вулиця;
- Вишнева вулиця (колишня Дзержинського);
- Молодіжна вулиця;
- Садова вулиця (колишня Свердлова);
- Фізкультурна вулиця.[18]